# Solon (Maine)
Solon ist eine Town im Somerset County des Bundesstaates Maine in den Vereinigten Staaten. Im Jahr 2020 lebten dort 978 Einwohner in 631 Haushalten auf einer Fläche von 105,52 km².

## Geographie
Nach dem United States Census Bureau hat Solon eine Gesamtfläche von 105,52 km², von der 102,69 km² Land sind und 2,82 km² aus Gewässern bestehen.

### Geographische Lage
Solon liegt im Süden des Somerset Countys. Der in südliche Richtung fließende Kennebec River bildet die westliche Grenze des Gebietes. Auf dem Gebiet der Town befinden sich mehrere Seen. Der größte ist der im Nordwesten gelegene Ironbound Pond. Die Oberfläche ist leicht hügelig, der 295 m hohe Rowell Mountain ist die höchste Erhebung in der Town.

### Nachbargemeinden
Alle Entfernungen sind als Luftlinien zwischen den offiziellen Koordinaten der Orte aus der Volkszählung 2010 angegeben.
- Norden: Bingham, 9,9 km
- Nordosten: Brighton Plantation, 16,2 km
- Osten: Athens, 11,4 km
- Südosten: Cornville, 13,3 km
- Süden: Madison, 12,6 km
- Südwesten: Anson, 17,0 km
- Westen: Embden, 10,0 km
- Nordwesten: Central Somerset, Unorganized Territory, 17,1 km

### Stadtgliederung
In Solon gibt es vier Siedlungsgebiete: Arnolds Landing, Rice Corner, Solon und South Solon.

### Klima
Die mittlere Durchschnittstemperatur in Solon liegt zwischen −11,1 °C (12 °F) im Januar und 20,0 °C (68 °F) im Juli. Damit ist der Ort gegenüber dem langjährigen Mittel der USA um etwa 9 Grad kühler. Die Schneefälle zwischen Oktober und Mai liegen mit bis zu zweieinhalb Metern mehr als doppelt so hoch wie die mittlere Schneehöhe in den USA; die tägliche Sonnenscheindauer liegt am unteren Rand des Wertespektrums der USA.

## Geschichte
Als Town wurde Solon am 23. Februar 1809 organisiert und nach dem athenischen Staatsmann und Lyriker Solon benannt. Das Gebiet wurde als Township No. 1, Second Range North of Plymouth Claim, East of Kennebec River (T1 R2 NPC EKR) vermessen und die zuvor dort vorhandene Plantation wurde Spauldingtown nach Thomas Spaulding genannt. Spaulding war einer der Eigentümer des Grants für Solon. Der erste Siedler in dem Gebiet war William Hilton aus Wiscasset, der sich im Jahr 1782 niederließ. Auf seiner Farm lebte er 64 Jahre und er hatte 13 Kinder. Weitere Siedler erreichten das Gebiet, die Gemeinde wurde größer und im Jahr 1813 eröffnete das erste Postamt in Solon.
Bereits vor der Ankunft europäischer Siedler wurde das Gebiet durch die Östlichen Abenaki genutzt. Auf einem Felsen in der Nähe von Solon finden sich noch heute magische Zeichen, mit denen Kranke bemalt wurden. Zudem wurden Artefakte wie Töpferwaren, Messerklingen, Projektilspitzen und Feuerstellen auf einem heute offensichtlichen Campingplatz in der Nähe des Kennebec Rivers entdeckt.
Unterhalb der Caratunk Fälle, im heutigen Arnolds Landing, kampierte Benedict Arnold mit seiner Truppe am 7. Oktober 1775 auf seinem Feldzug nach Kanada, welcher in der Schlacht von Québec mündete. Sie mussten an dieser Stelle ihre Boote um den Wasserfall herumtragen.
Im Jahr 1889 wurde Solon an die Bahnstrecke Oakland–Bingham angeschlossen.

### Einwohnerentwicklung
| Volkszählungsergebnisse – Town of Solon, Maine | Volkszählungsergebnisse – Town of Solon, Maine | Volkszählungsergebnisse – Town of Solon, Maine | Volkszählungsergebnisse – Town of Solon, Maine | Volkszählungsergebnisse – Town of Solon, Maine | Volkszählungsergebnisse – Town of Solon, Maine | Volkszählungsergebnisse – Town of Solon, Maine | Volkszählungsergebnisse – Town of Solon, Maine | Volkszählungsergebnisse – Town of Solon, Maine | Volkszählungsergebnisse – Town of Solon, Maine | Volkszählungsergebnisse – Town of Solon, Maine |
| Jahr                                           | 1800                                           | 1810                                           | 1820                                           | 1830                                           | 1840                                           | 1850                                           | 1860                                           | 1870                                           | 1880                                           | 1890                                           |
| ---------------------------------------------- | ---------------------------------------------- | ---------------------------------------------- | ---------------------------------------------- | ---------------------------------------------- | ---------------------------------------------- | ---------------------------------------------- | ---------------------------------------------- | ---------------------------------------------- | ---------------------------------------------- | ---------------------------------------------- |
| Einwohner                                      | 38                                             | 312                                            | 468                                            | 768                                            | 1139                                           | 1415                                           | 1345                                           | 1176                                           | 1013                                           | 977                                            |
| Jahr                                           | 1900                                           | 1910                                           | 1920                                           | 1930                                           | 1940                                           | 1950                                           | 1960                                           | 1970                                           | 1980                                           | 1990                                           |
| Einwohner                                      | 996                                            | 1034                                           | 1054                                           | 852                                            | 773                                            | 746                                            | 669                                            | 712                                            | 827                                            | 916                                            |
| Jahr                                           | 2000                                           | 2010                                           | 2020                                           | 2030                                           | 2040                                           | 2050                                           | 2060                                           | 2070                                           | 2080                                           | 2090                                           |
| Einwohner                                      | 940                                            | 1053                                           | 978                                            |                                                |                                                |                                                |                                                |                                                |                                                |                                                |

## Kultur und Sehenswürdigkeiten

### Bauwerke
In Solon wurden ein Bauwerk und zwei archäologische Stätten unter Denkmalschutz gestellt und ins National Register of Historic Places aufgenommen. Die Lage der archäologischen Stätten wird nicht bekannt gegeben.
- Caratunk Falls Archeological District, 1986 unter der Register-Nr. 86001200.[13]
- The Evergreens, 1982 unter der Register-Nr. 82000779.[14]
- South Solon Meetinghouse, 1980 unter der Register-Nr. 80000255.[15]

## Wirtschaft und Infrastruktur

### Verkehr
Durch Solon verläuft der U.S. Highway 201 in nordsüdlicher Richtung entlang der westlichen Grenze der Town parallel zum Kennebec River.

### Öffentliche Einrichtungen
Es gibt keine medizinischen Einrichtungen in Solon. Die nächstgelegenen befinden sich in Bingham, Skowhegan und Madison.
In Solon befindet sich die Coolidge Library in der South Main Street.

### Bildung
Solon gehört mit Anson, Embden, New Portland und Jobs zum RSU #74 School District.
Im Schulbezirk werden mehrere Schulen angeboten:
- Solon Elementary School in Solon, Pre-Kindergarten bis zur 5. Schulklasse
- Garret Schenck Elementary School in Anson, mit Schulklassen von Pre-Kindergarten bis 5. Schuljahr
- Carrabec Community School in North Anson, mit Schulklassen von Kindergarten bis 8. Schuljahr
- Carrabec High School in North Anson, mit den Schulklassen 9 bis 12